# Aïn Nouïssy
Aïn Nouissy (Noisy-les-Bains pendant la colonisation française) est une commune de la wilaya de Mostaganem en Algérie, chef-lieu de la daïra du même nom au nord-ouest de l'Algérie.

## Géographie
L'agglomération s'étale au pied du djebel Chegga, elle est connue pour ses eaux thermales sulfureuses exploitées par intermittence.

## Démographie
Selon le recensement général de la population et de l'habitat de 2008, la population de la commune de Aïn Nouissy est évaluée à 14 530 habitants contre 11 389 en 1998.

## Personnalités
- Mustapha Benzaza